# Vũ Dậu
Vũ Dậu (sinh ngày 9 tháng 1 năm 1945) là một ca sĩ nhạc đỏ. Bà được biết tới như một trong những nữ ca sĩ hát nhạc nhẹ đầu tiên tại miền Bắc vào thập niên 1970 - 1980. Bà là mẹ của nhạc sĩ Ngọc Châu và ca sĩ Khánh Linh.

## Tiểu sử và sự nghiệp
Vũ Dậu sinh ngày 9 tháng 1 năm 1945 tại Hà Nội trong một gia đình khá giả, cha là chủ một hãng buôn ngũ cốc. Từ năm 13 tuổi, bà đã tham gia Đội sơn ca của Đài Tiếng nói Việt Nam. Năm 16 tuổi, khi đang học ở trường trung học Việt-Đức, Hà Nội, Vũ Dậu nhận được giấy gọi vào Đoàn ca múa nhạc trung ương và tham gia vào đoàn văn công đi chiến trường. Năm 20 tuổi, Vũ Dậu lấy nghệ sĩ đàn bầu Phạm Ngọc Hướng, người hơn bà 9 tuổi. Năm 1967, Vũ Dậu sinh con trai đầu lòng là nhạc sĩ Ngọc Châu. Năm 1983, bà sinh con thứ hai là nữ ca sĩ Khánh Linh.
Vũ Dậu đi hát sớm tuy nhiên lại nổi tiếng muộn hơn nhiều so với những ca sĩ cùng thời như Bích Liên, Mỹ Bình, Diệu Thúy... Mặc dù có cả thanh lẫn sắc, nhưng do bản tính nhút nhát, Vũ Dậu chỉ dám hát tốp ca. Đến năm 1972, bà mới bắt đầu hát đơn. Ca khúc đầu tiên hát đơn là bản dân ca "Trèo lên trái núi thiên thai" do nghệ sĩ ưu tú Đinh Thìn đệm bằng sáo trúc. Năm 1980, bà cùng với một số bạn diễn được cử đi Tiệp Khắc tham dự Tài năng trẻ quốc tế và được mời vào ban giám khảo.
Vào thập niên 1980, Vũ Dậu cùng với Mạnh Hà, Thúy Hà... là những ca sĩ đầu tiên hát nhạc nhẹ tại miền Bắc. Họ hát những bài hát Việt Nam, Liên Xô, Đông Âu, Triều Tiên... với phong cách mới mẻ mà về sau thường được gọi là nhạc nhẹ. Vũ Dậu nổi tiếng với những ca khúc như "Cô gái mở đường", "Cô gái Sài Gòn đi tải đạn", "Trường Sơn đông Trường Sơn tây", "Đôi dép Bác Hồ"... và đặc biệt là những ca khúc của Phan Huỳnh Điểu như "Hành khúc ngày và đêm", "Những ánh sao đêm", "Đêm nay anh ở đâu"... Bà đã được phong danh hiệu Nghệ sĩ ưu tú vào đợt đầu năm 1984 ở tuổi 39.
Vũ Dậu còn là nghệ sĩ đầu tiên được quay phim màu và xuất hiện trên sóng truyền hình của Đài Truyền hình Việt Nam. Bà đã được mời quay một chương trình gồm các sáng tác của nhạc sĩ Phan Huỳnh Điểu .
Năm 1989, Vũ Dậu quyết định giải nghệ khi mới 45 tuổi. Sau đó, bà mở một cửa hàng vàng trên đường Đê La Thành. Sau 10 năm kinh doanh, bà nghỉ và về sống với gia đình con gái.